# 徐贱云
徐贱云（1964年9月—），中华人民共和国官员，江西省新干县人，中国共产党党员，曾任中国共产党北京市丰台区委员会书记。他曾长年在北京城建集团任职，29岁就出任北京城建集团副总经理。
徐贱云1986年4月加入中国共产党。1987年，他成为中华人民共和国国家教育委员会首批一百位公派留学生，经天津大学和日本大阪大学共同培养获得工学博士学位。1989年12月，徐贱云就业，加入北京城建总公司。1990年11月，徐贱云在济青高速公路担任工程师兼英文翻译。1993年9月，他升为北京城建集团总公司经理助理，担任中华人民共和国45周年国庆献礼工程长安街地下通道工程指挥部常务副指挥。1993年12月，年仅29岁的徐贱云出任北京城建集团副总经理，兼任新东安市场项目总承包部经理。他后来还先后负责了首都国际机场2号航站楼、国家大剧院、首都国际机场3号航站楼的建设工程。2004年7月，通过竞聘，徐贱云成为北京城建集团总经理，兼任党委常委、董事至2011年12月28日。2011年12月28日起，徐贱云担任北京城建集团有限责任公司董事长、党委书记。2014年12月，他被任命为北京市住房和城乡建设委员会党组书记、主任，北京市重大项目建设指挥部办公室党组副书记、主任。2019年6月，徐贱云出任中共北京市丰台区委书记，2022年5月28日离任。